# Article 27 de la Constitution belge
L'article 27 de la Constitution de la Belgique fait partie du titre II « Des Belges et de leurs droits ». Il garantit la liberté de réunion.

## Texte de l'article actuel
« Les Belges ont le droit de s'associer; ce droit ne peut être soumis à aucune mesure préventive. »
— Article 27 de la Constitution